# Las siete últimas palabras de Cristo en la cruz
Las siete últimas palabras de nuestro redentor en la cruz (en alemán, Die sieben letzten Worte unseres Erlösers am Kreuze; título de la primera edición: Musica instrumentale sopra le 7 ultime parole del nostro Redentore in croce, Hob. XX/1:A) es una obra orquestal de Joseph Haydn. Se publicó en 1787 y se interpretó en París, en Berlín y en Viena. El propio autor adaptó la obra, en 1787, para cuarteto de cuerda (Hob. XX/1:B = Hob. III:50–56), supervisó una versión para piano que surgió en paralelo y lo preparó otra vez, en 1796, como oratorio para solistas, coro y orquesta (Hob. XX/2).

## Historia

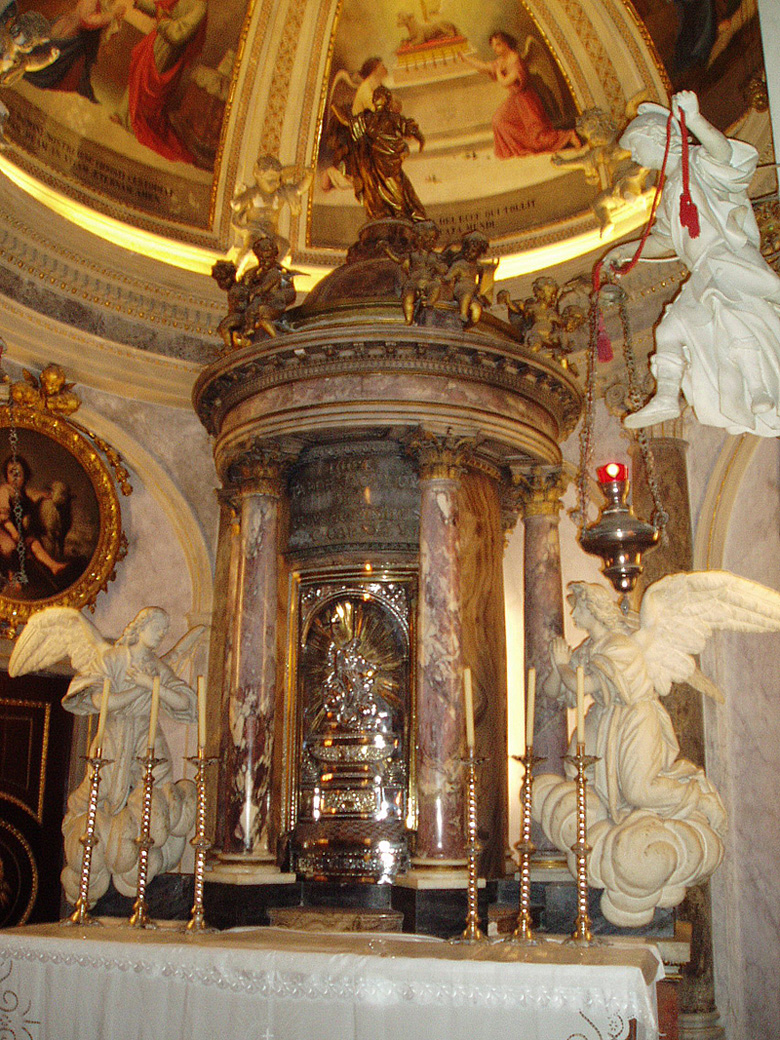
Oratorio de la Santa Cueva en Cádiz, donde se presentó por primera vez la obra orquestal de Haydn.

En 1771, el sacerdote Don José Sáenz de Santa María fue invitado a asumir la dirección espiritual del Oratorio de la Santa Cueva, en Cádiz. Cada Viernes Santo se realizaban ejercicios espirituales llamados la Devoción de las Tres Horas, en las que se leían las últimas palabras de Cristo durante los tormentos que padeció en la cruz. Esta práctica es original de las misiones jesuitas de Perú, en las que intercalaban música entre cada una de las palabras. El jesuita peruano Alonso Messia Bedoya divulgó esta práctica en un libro que se editó en Sevilla de 1757, y muy pronto se difundió en el resto del país. En 1778, el padre de Sáenz de Santa María falleció, heredándole una fortuna así como el marquesado de Valde Íñigo. Con esta fortuna, se propuso engrandecer el lugar de culto que tenía a su cargo.
Dado que para 1783 ya se habían realizado los trabajos de renovación y ampliación de la Santa Cueva, el padre Sáenz de Santa María optó por encargar una pieza musical que fuera digna para la devoción del Viernes Santo. El violonchelista Carlo Moro le sugirió encargar la obra a Luigi Boccherini; sin embargo, Sáenz de Santa María se dispuso a contratar al compositor más importante de aquella época, Joseph Haydn.
A finales del siglo XVIII, Haydn era un compositor conocido en toda Europa, y desde enero de 1779 ya no tenía la obligación de componer exclusivamente para el Príncipe Esterházy, por lo que a partir de ese momento se dedicó casi por completo a componer por encargo.
El mismo Haydn explica el origen y dificultad de escribir la obra cuando el editor Breitkopf & Härtel publicó (en 1801) una nueva edición para la que solicitó un prefacio: 

Hace unos quince años, un canónigo de Cádiz me pidió componer música instrumental sobre Las siete últimas palabras de Nuestro Salvador en la cruz. Era costumbre en la Catedral de Cádiz producir un oratorio cada año durante la Cuaresma, el efecto de la interpretación no se ve reforzado por las siguientes circunstancias. Las paredes, las ventanas y los pilares de la iglesia estaban cubiertos con tela negra, y solo una gran lámpara colgando del centro del techo rompía la solemne oscuridad. Al mediodía, las puertas se cerraron y comenzó la ceremonia. Después de un breve servicio, el obispo ascendió al púlpito, pronunció la primera de las siete palabras (u oraciones) y pronunció un discurso al respecto. Esto terminó, dejó el púlpito y cayó de rodillas ante el altar. El intervalo fue llenado por la música. Entonces el obispo pronunció la segunda palabra, luego la tercera, y así sucesivamente, la orquesta siguiendo la conclusión de cada discurso. Mi composición estaba sujeta a estas condiciones, y no fue tarea fácil componer siete adagios de diez minutos cada uno, y que se sucedieran uno a otro sin fatigar a los oyentes; de hecho, me resultó completamente imposible limitarme a los límites señalados.
Joseph Haydn

En 1787, la partitura de la obra encargada llegó a Cádiz, con el título Musica istrumentale sopra la sette parole del Nostro Redentore in croce, o sianno Sette Sonate con una introduzione, ed al fine un Terremoto. El estreno mundial fue el Viernes Santo de 1787, en la Santa Cueva. El padre Santa María invitó a los mejores músicos locales para que la interpretaran.
El sacerdote que comisionó la obra, Don José Sáenz de Santa María, pagó a Haydn de la manera más inusual, enviando al compositor un pastel dentro de una caja, el cual Haydn partió con disgusto, encontrando que estaba relleno de monedas de oro.

## Versiones

### Versión original orquestal (1786)
La instrumentación que eligió Haydn originalmente fue: dos flautas, dos oboes, dos fagotes, dos trompetas, cuatro cornos, dos timbales, cuarteto de cuerdas y contrabajo.
La estructura de la versión original de la obra de 1786, para orquesta sinfónica, es la siguiente:

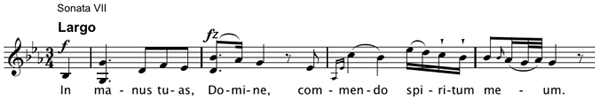
Introducción de la Sonata VII

1. Introduzione en Re menor – Maestoso ed Adagio
2. Sonata I ("Pater, dimitte illis, quia nesciunt, quid faciunt") en Si bemol mayor – Largo
3. Sonata II ("Hodie mecum eris in paradiso") en Do menor, finaliza en Do mayor – Grave e cantabile
4. Sonata III ("Mulier, ecce filius tuus") en Mi mayor – Grave
5. Sonata IV ("Deus meus, Deus meus, utquid dereliquisti me") en Fa menor – Largo
6. Sonata V ("Sitio") en La mayor – Adagio
7. Sonata VI ("Consummatum est") en Sol menor, finalizando en Sol mayor – Lento
8. Sonata VII ("In manus tuas, Domine, commendo spiritum meum") en Mi bemol mayor – Largo
9. Il terremoto (Terremoto) en Do menor – Presto e con tutta la forza

Las siete meditaciones sobre las últimas palabras se extrajeron de los cuatro evangelios. El movimiento «Terremoto» se deriva de Mateo 27:51ff. Gran parte del trabajo es consolador, pero el «Terremoto» trae un elemento contrastante de intervención sobrenatural —a la orquesta se le pide que toque presto e con tutta la forza— y se cierra con el único fortississimo (triple forte) en la pieza.
Haydn usa una gama extremadamente amplia de tonalidades para una composición de ese tiempo. El musicólogo Mark Spitzer observa esto: “En su libertad tonal anticipa [sus] últimas Misas, particularmente la Harmoniemesse ... La única otra 'pieza múltiple' clásica que se extiende por toda la gama tonal con esta amplitud arquitectónica es el Cuarteto de cuerdas de Beethoven en Do♯ menor, op. 131 ... ¿Por qué, entonces, se le atribuye a Beethoven el atrevimiento experimental cuando Haydn, una vez más, llega primero?” 

### Versión para cuarteto de cuerdas (1787)
A pedido de la editorial Artaria, el compositor produjo una versión reducida para cuarteto de cuerdas en 1787, su Opus 51. Esta es la forma en que la obra se interpreta más a menudo hoy en día: un grupo de siete obras (Hoboken-Verzeichnis III / 50-56), con la Introducción contigua a las Sonata I y Sonata VII unidas por el Terremoto. La primera parte del violín incluye el texto latino directamente debajo de las notas, haciendo que las palabras “hablen” musicalmente.
Los cuartetos de cuerda ocasionalmente han creado interpretaciones que evocan el formato del estreno, con lecturas de versos que reemplazan a las palabras y los sermones originales. El Brentano String Quartet, por ejemplo, encargó a Mark Strand que proporcionara una serie de lecturas para reemplazar las “palabras”; el resultado fue «Poema después de las siete últimas palabras» (incluido en el volumen Man and Camel). En otro ejemplo grabado, por el Aeolian Quartet en 1976, las lecturas poéticas fueron sustituidas por las “palabras”, leídas por Peter Pears; los textos seleccionados para esta versión fueron de John Donne (Introducción), George Herbert (Adagio), Robert Herrick (Grave e cantabile), un escritor anónimo del siglo XV (Grave), Edith Sitwell (Largo), Edwin Muir (Adagio) y David Gascoyne (Lento), más el Largo y el Terremoto final, que completan la interpretación.

### Versión para piano (1787)
El editor de Haydn encargó una versión para piano, que Haydn aprobó personalmente, considerándola como «muy buena y [...] preparada con gran esmero», pero que rara vez se ha grabado. Una partitura de esta versión, del Archivo de Música Werner Icking, está disponible públicamente en el Proyecto Biblioteca Internacional de Partituras Musicales.

### Versión coral (1796)

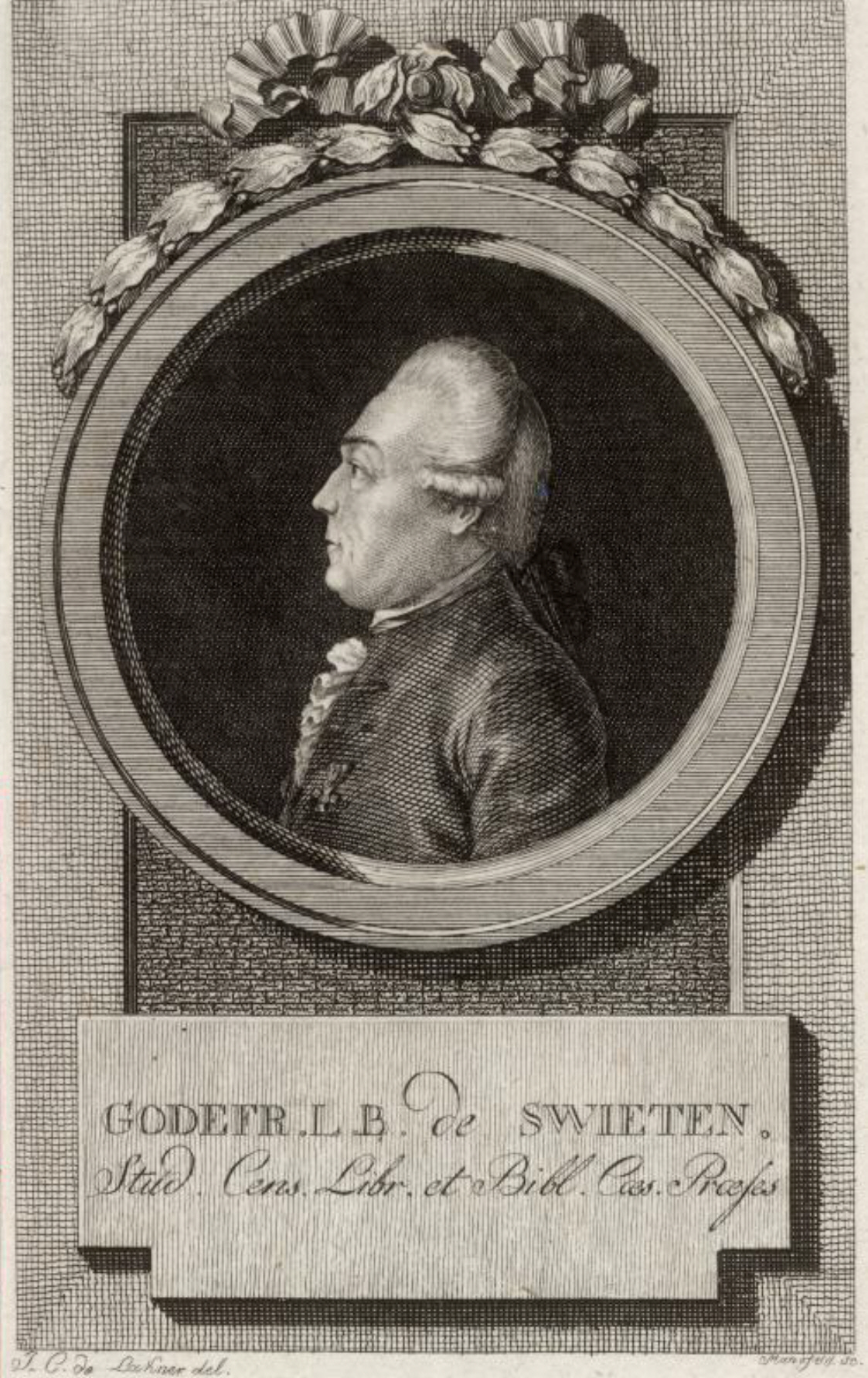
Grabado con el rostro de Gottfried Bernhard Baron van Swieten (1733-1803), libretista de los oratorios de Joseph Haydn.

En el transcurso de su segundo viaje a Londres (1794-1795), en Passau, Haydn había escuchado una versión revisada de su obra, amplificada para incluir un coro, preparado por el Maestro de capilla de Passau, Joseph Friebert. Las palabras no eran las originales en latín, sino un poema pietista, escrito en alemán. Haydn quedó impresionado con el nuevo trabajo y decidió mejorarlo, preparando su propia versión coral. Tuvo la asistencia del barón Gottfried van Swieten, quien revisó la letra utilizada por Friebert. Este fue el primer trabajo de una colaboración en serie con Van Swieten como libretista, el cual continuó con los oratorios posteriores La creación y Las estaciones. La versión coral se estrenó en privado en Viena el 26 de marzo de 1796 ante una audiencia de la nobleza, bajo el patrocinio de la Gesellschaft der Associierten. El estreno público fue el 1 de abril de 1798, patrocinado por Tonkünstler-Societät, una sociedad de beneficencia vienesa para músicos. El trabajo se publicó en 1801.

## Numeración Hoboken-Verzeichnis
Las Siete últimas palabras de Cristo tienen su propia sección en el Hoboken-Verzeichnis (Hob. XX):
- Hob. XX/1 – versión instrumental

Hob. XX/1A – versión orquestal (1786)
Hob. XX/1B – versión para cuarteto de cuerdas (1787) = Hob. III/50–56 en la sección de los cuartetos dentro del catálogo, también Op. 51
Hob. XX/1C – versión para piano (1787)
- Hob. XX/2 – versión coral (oratorio, 1796)

## Discografía seleccionada
Versión original orquestal (1786)
- The Seven Last Words of Christ Le Concert des Nations, Jordi Savall. Grabado en el Oratorio de la Santa Cueva con lecturas del teólogo Raimon Panikkar y el ganador del Premio Nobel de Literatura José Saramago. CD o DVD.
- The Seven Last Words of Christ Orquesta Filarmónica de Viena, Riccardo Muti. Grabado en concierto en el Großes Festspielhaus en Salzburgo el 25 de agosto de 1982.  Deutsche Grammophon CD.

Versión para cuarteto de cuerdas (1787)
- Haydn: Cuarteto de cuerdas, Op. 51 Seven Last Words The Lindsays ASV Penguin Guide Rosette
- Haydn: The Seven Last Words of Christ Cuarteto Casals,  Harmonia Mundi, 2014

Versión para piano (1787)
- Haydn: The Seven Last Words of Our Saviour on the Cross, Hob.XX/1C (versión para piano) Ronald Brautigam (fortepiano) BIS

Versión coral (1796)
- Haydn: The Seven Last Words of Our Saviour on the Cross, Hob.XX/2 (versión coral) Sandrine Piau, Ruth Sandhoff, Robert Getchell, Harry van der Kamp. Accentus. Akademie für Alte Musik Berlin, Laurence Equilbey